# غريغ هام
غريغ هام (بالإنجليزية: Greg Ham)‏ هو ملحن وعازف بيانو وعازف قيثارة أسترالي، ولد في 27 سبتمبر 1953 في ملبورن في أستراليا، وتوفي في 19 أبريل 2012 في Carlton North ‏ في أستراليا بسبب جرعة زائدة.

## وصلات خارجية
- غريغ هام على موقع IMDb (الإنجليزية)
- غريغ هام على موقع ميوزك برينز (الإنجليزية)
- غريغ هام على موقع أول موفي (الإنجليزية)
- غريغ هام على موقع إن إن دي بي (الإنجليزية)
- غريغ هام على موقع أول ميوزيك (الإنجليزية)
- غريغ هام على موقع ديسكوغز (الإنجليزية)
- غريغ هام على موقع كينوبويسك (الروسية)